# Gadingwetan
Gadingwetan is een bestuurslaag in het regentschap Probolinggo van de provincie Oost-Java, Indonesië. Gadingwetan telt 1466 inwoners (volkstelling 2010).